# Al-Qalamoun (Syrie)
Pour les articles homonymes, voir Al-Qalamoun.

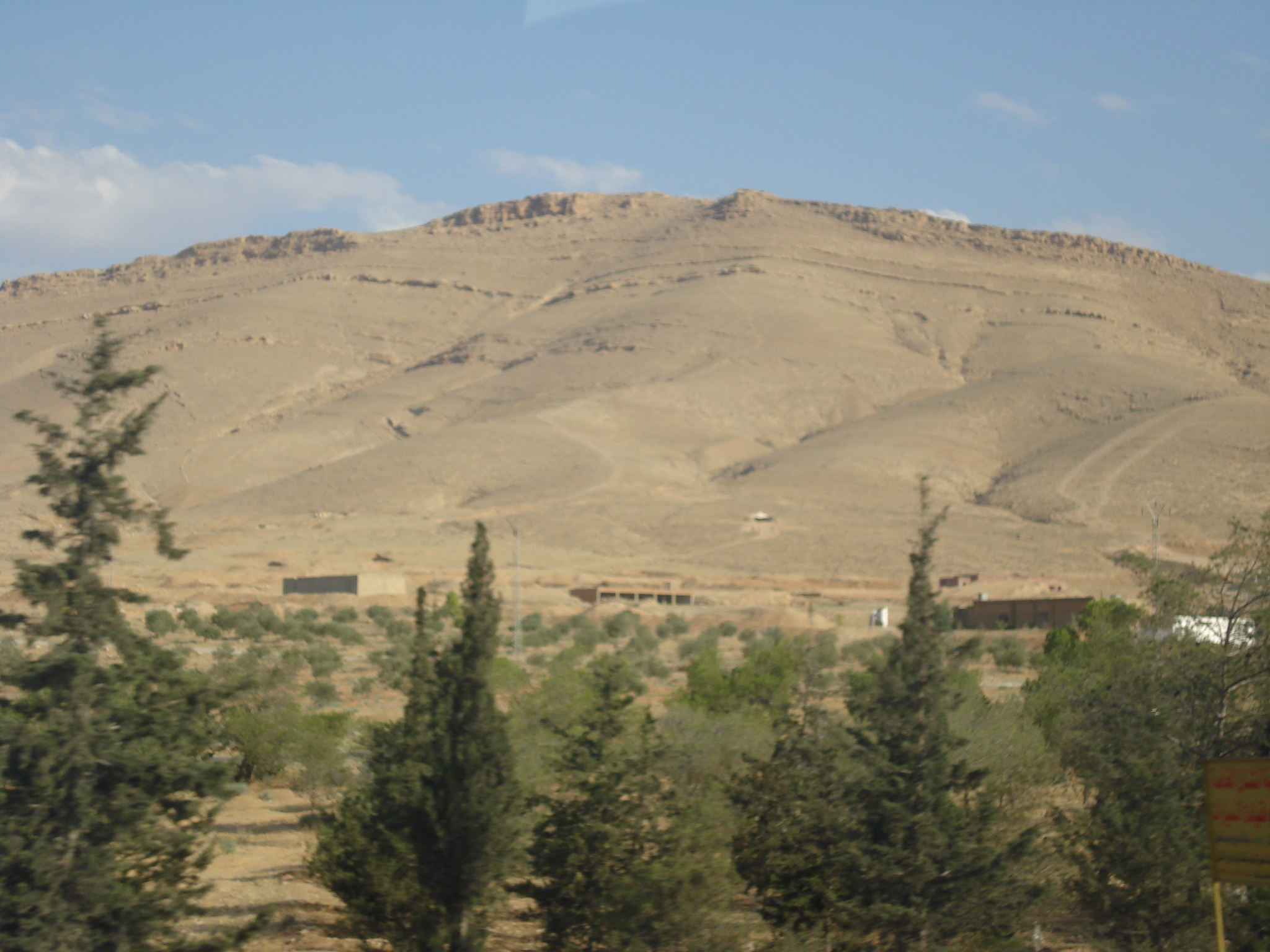
Les montagnes Qalamoun.

Le Qalamoun ou Kalamon (Kalamoun, القلمون en arabe) est une région montagneuse de l'Ouest de la Syrie sur le versant oriental de la chaîne de l'Anti-Liban. Les montagnes de Qalamoun sont placées sur la route pour se rendre de la capitale syrienne Damas vers le Liban.

## Géographie
Localités syriennes dans le massif du Qalamoun :
- Maaloula, ville et cité antique à majorité chrétienne est située à près de 1 400 mètres d'altitude, dans le djebel Qalamoun. Maaloula est située à une cinquantaine de kilomètres au nord-est de Damas.
- Qara (Qarah) est une ville d'environ 20 000 habitants, proche du Qalamoun et située à 97 km au nord de Damas et 15 km à l'est de Nebek. Elle est aussi à quelques kilomètres de Maaloula[1].
- Rankous (ou Rankus) est un village syrien de la province rurale de Damas (Rif Dimachq) situé dans le mont Qalamoun. Il s'étend entre 1 650 et 2 150 m d'altitude.
- Yabroud est une ville syrienne située à 1 550 m d'altitude, à proximité du mont Qalamoun. Le nom de Yabroud viendrait d'un mot araméen signifiant « froid ».

Localités libanaises dans le massif du Qalamoun :
- Al-Qalamoun Mina
- Tfail est un village libanais (800 habitants) situé au sud-est de Baalbeck et à quelques kilomètres de la frontière libano-syrienne, sur le plateau de Qalamoun.

## Histoire
La grande révolte syrienne de 1925-1927 a éclaté au djébel el-Druze (Sud Syrie) pour se propager à Damas, Qalamoun, Hama, au Golan et dans le Sud-Est du Liban.
Le Qalamoun et les combats de la guerre civile syrienne, depuis 2011 :
- Bataille d'Otaybah : en février 2014, Abu Muhammad Al-Joulani, chef du Front al-Nosra, donne l'ordre à une partie de ses troupes (250 hommes) au Liban, de traverser les montagnes de Qalamoun pour se porter vers la ville de Mafraq, en Jordanie. Mais ils sont interceptés par l'armée loyaliste au sud de Damas.
- Bataille de Yabroud : depuis novembre 2013, l'armée syrienne et les forces du Hezbollah étaient engagées dans une offensive contre la rébellion de la guerre civile syrienne pour reprendre le contrôle de la région montagneuse de Qalamoun. En mars 2014, les forces loyalistes syriennes et les miliciens du Hezbollah poursuivent leur offensive dans les montagnes de Qalamoun. L'offensive loyaliste est fulgurante. Le 14 mars, les assaillants entrent dans la ville par l'est et après deux jours de combats, Yabroud est entièrement conquise au soir du 16 mars[2]. Le Hezbollah tue au combat 13 chefs rebelles[3]. Pourchassés, plus de 1 500 rebelles franchissent la frontière libanaise et trouvent refuge dans les montages d'Ersal[4]. D'autres rebelles se replient sur Talfita et Rankous.
- Bataille de Rankous : le 16 mars, l'armée loyaliste s'empare de la ville de Yabroud (50 000 habitants) qui sert alors de base arrière aux rebelles. En mai 2014, elle avait repris la quasi-totalité de la région du Qalamoun.
Avec les prises de Yabroud et de Rankous, l'armée syrienne assadiste loyaliste prend le contrôle de près de 90 % de la frontière avec le Liban, affaiblissant ainsi les rebelles pour l'acheminement des renforts en hommes et en armes depuis ce pays[5].
- Bataille du Qalamoun du 4 mai au 21 juin 2015